# Crocifisso (Bussolo abbazia Sant'Egidio)
Il Crocifisso  è un'opera lignea di Pietro Bussolo realizzata tra il 1490 e il 1495 per la chiesa di San Giorgio di Ardesio e poi donata nella metà del XX secolo  all'Abbazia rettoria di Sant'Egidio in Fontanella di Fontanella al Monte dove è conservata.

## Storia
Il crocifisso dell'abbazia di Sant'Egidio è una delle opere più conosciute del periodo bergamasco dell'artista. L'opera faceva parte del gruppo detto del Calvario con la Madonna e san Giovanni posti ai piedi della croce, presenti nella chiesa di San Giorgio ad Ardesio nella cappella dell'Assunzione. Durante la ricostruzione con i nuovi ornamenti nel XVIII secolo, dell'aula della chiesa con le nuove cappelle, fu scomposto e andarono perse tutte le statue che facevano parte del compianto.
Il crocifisso, unico superstite, venne posto in una nuova locazione, nella piccola chiesa dell'Infermeria Filisetti costruita nel 1829. 
La chiesa di San Giorgio fu edificata su concessione del vescovo Giovanni Barozzi nel 1478. Gli atti della visita pastorale del 1575 a opera di Carlo Borromeo, permette di avere una certa ricostruzione degli interni, che si presentavano con sei altari, tra questi quello dell'Assunzione, e tutti sono descritti con ancone lignee con statue di santi e rilievi, tutto rimosso e sostituito con stucchi. Due cippi posti sul sagrato portano a conoscenza di quando la cappella dell'Assunzione fu ultimata: Ad Honorem Assumptionis Glors.Virg. Petrus Rovoralus fieri voluit ut eius et predecessor. Vot adimpleret. Ano.Dni MCCCCCXXVII. Da qui si desume che la cappella fu voluta da Pietro Tovarali per soddisfare un suo voto nel 1527. 

Fu donato della chiesa di Sant'Egidio negli anni '50 del XX secolo.

## Descrizione
Il crocifisso è conservato sulla volta del presbiterio della chiesa di Sant'Egidio, artisticamente si colloca nell'ultimo decennio del XV secolo collegandosi con l'arte statutaria del periodo milanese. Il Bussolo ha saputo creare in un solo elemento caratteristiche eroiche che mantengono una caratteristica di nobile classicismo realistico e non di pietismo, perché l'uomo in croce è uomo e Dio, quindi simile all'osservatore ma più grande di lui, a cui Lui chiede la medesima croce. 
Che l'uomo appeso alla croce sia in reale sofferenza lo si rileva dalla plasticità dell'opera. Le narici dilatate, gli occhi socchiusi, ma non spenti, la bocca semiaperta in un lamento che pretende però la volontà di concentrazione per poter allontanare il forte dolore, sono tutti elementi che rendono importante la raffigurazione.

L'opera doveva esprimere la drammaticità del momento, inserita in quello che era la raffigurazione completa del Calvario.
La scultura nei restauri del 2001 a opera di Luciano Gritti risultava notevolmente appesantita da una patina di colore probabilmente novecentesca, che dopo esser stata rimossa presentava un ulteriore colorito verde dipinto sopra l'originale colore avorio. Serve considerare che già nel XVIII secolo era uso colorare in modo intenso le statue per creare quell'effetto verdastro di sofferenza.